# Montanistika
Montanistika je starší pojem (synonymum) označující hornictví a hutnictví , resp. hornictví a hornické vědy (nauka o hornictví, Bergbaukunde). Von Scheuchenstuel (1856) uvádí, že jde o obecný pojem pro hornictví a hutnictví ve vztahu k vlastnictví, provozu dolů a hutí, jejich povolování (propůjčování) a dohledu nad tímto průmyslovým odvětvím. Dnes se obor hornických věd podle anglického vzoru také označuje jako hornické inženýrství (mining engineering). Pojem montanistika pochází z německého Montanistik (Montanwissenschaften, Montanwesen), které je odvozeno z latinského Mons (hora). Německé výrazy obsahující prefix kmene montan- (montánní ve smyslu horní, báňský, německy též Berg-) jsou vlastní hlavně pro rakouskou němčinu, viz např. Montanuniversität Leoben v rakouském Lubně (Leoben).
Hornické vědy (hornické inženýrství, nauka o hornictví) jsou aplikované vědy v oboru hornictví. Jsou to vědy především technického a přírodovědeckého rázu jako je hornictví (vědecko-technický obor), dobývání ložisek, geologie, důlní měřičství, geodézie a kartografie, úpravnictví surovin a těžebního odpadu, strojírenství, elektrotechnika, bezpečnostní inženýrství, odvodňování dolů, větrání dolů, ekonomie, právo, ložisková geologie, inženýrská geologie (geomechanika, geotechnika), geoinformatika a další obory. Pojem montanistika je však ještě o něco širší než dnešní hornické vědy, protože zahrnuje i hutnictví, železářství, metalurgii barevných kovů, energetiku, dopravu (paliv) a další montánní obory jako např. báňské vodohospodářství, lesnictví (palivová základna) či energetika (nauka o hornictví a hutnictví). V dobách, kdy se tento pojem používal nejčastěji, označoval segment hornických a hutnických oborů, věd, průmyslu, úzce souvisel také s montánním vodohospodářstvím a montánním lesnictvím jako palivovou základnou pro hutě. V širším smyslu smyslu obsahuje pojem montanistiky i celou uhelnou, dřevouhelnou, dnes částečně i jadernou energetiku. Týká se tedy hornictví, hutnictví, úpravnictví, ložiskové geologie, geodézie, metalurgie, energetiky, hornického vodohospodářství, lesnictví, strojírenství, mechaniky hornin a souvisejících dílčích oborů (prospekce, průzkum, vrtání atp.).
Hornické a hutnické vědy (hornické inženýrství a metalurgie) se vyučují na Vysoké škole báňské – Technické univerzitě Ostrava založené v roce 1849 v Příbrami a v roce 1945 přesunuté do Ostravy. První montánní (hornické) učiliště k výuce montánních (hornicko-hutnických) věd bylo ale založeno již 1716 v Jáchymově.
Montanista (mn.č. montanisté) je akademik a vzdělanec v montánních vědách. Dr. mont., doktor montánních věd, byl starší akademický titul absolventů příbramské Horní akademie – Vysoké školy báňské. Montanisté jsou akademici, profesoři a kantoři na Hornicko-geologické fakultě, Fakultě materiálově technologické (dříve Hutnická fakulta), Fakultě strojní a dalších ústavech VŠB-TUO. Jsou to báňští, hutní inženýři, strojní inženýři v oboru hornictví a hutnictví, technologové, inspektoři, měřiči a geodeti, ložiskoví geologové, odborníci na odvodňování dolů a větrání dolů, báňští a hutní úředníci, vedoucí, pracovníci, podílníci, podnikatelé v hornictví, hutnictví a montánních oborech. Též je to báňský akademik nebo báňský praktik se širokým komplexním rozhledem v hornictví a hutnictví a montánních (báňských, hutních) oborech.
Význační montanisté: např. Václav II., Georgius Agricola, Kryštof z Gendorfu, František I. Štěpán Lotrinský, Jan Tadeáš Antonín Peithner z Lichtenfelsu, Christoph Traugott Delius, Kašpar Šternberk, József Károly Hell, Johann Grimm, Ignác Antonín Born, Rudolf hrabě Vrbna, František Antonín Gerstner, Franz Xaver Maxmilian Zippe, Augustin Beer, Josef Hrabák, František Pošepný, Karel Galler, Bohuslav Ježek, Alois Parma, Jaroslav Jičínský, Josef Hummel, Fritz Hermann Heise, Friedrich Herbst, Hans Bansen, Robert Peele, Jan Folprech, Karel Patteisky, Václav Šusta, Bohuslav Stočes, Oldřich Trnka, Martin Vavro, Vladimír Limberk, Bohuslav Kaňkovský, Ludvík Hájovský, Richard Kaňa, Petr Morávek a další.